# Grand Prix de Denain 1969
La 11e édition du Grand Prix de Denain a eu lieu le 8 avril 1969. Elle a été remportée par le Belge Joseph Mathy.

## Classement final
Joseph Mathy remporte la course.
| Classement final, | Classement final,    | Classement final, | Classement final,                | Classement final, |
|                   | Coureur              | Pays              | Équipe                           | Temps             |
| ----------------- | -------------------- | ----------------- | -------------------------------- | ----------------- |
| 1er               | Joseph Mathy         | Belgique          | Frimatic-Viva-De Gribaldy        |                   |
| 2e                | Daniel Van Ryckeghem | Belgique          | Dr Mann-Grundig                  |                   |
| 3e                | Fernand Hermie       | Belgique          | Pull Over Centrale-Tasmanie-Novy |                   |
| 4e                | Jan Boonen           | Belgique          | Dr Mann-Grundig                  |                   |
| 5e                | Wim Dubois           | Pays-Bas          | Etalo-Siriki-Ventura             |                   |
| modifier          |                      |                   |                                  |                   |